# Elecciones generales de la República de China de 2020
Las elecciones generales se realizaron en la República de China (Taiwán) el 11 de enero de 2020 para elegir al presidente y al Yuan Legislativo. La presidenta Tsai Ing-wen consiguió la reelección, con un 57.13% de los votos, para un nuevo mandato de cuatro años.

## Sistema electoral
El Presidente es elegido directamente y por mayoría simple.
Los 113 miembros del Yuan Legislativo son elegidos por el sistema de voto paralelo como sigue:
- 73 miembros elegidos a razón de uno por cada distrito electoral por mayoría simple de votos.

- 34 miembros elegidos por representación proporcional por listas electorales de partidos utilizando la Cuota Hare

- 6 miembros elegidos por el sistema de Voto Único No Transferible en dos distritos electorales de 3 miembros para las minorías étnicas.

## Resultados legislativos

Resultados para cada circunscripción

|                                      | Partido Progresista Democrático                        | 6,332,168  | 45.60  | 46 | 2 | 4,811,241  | 33.98  | 13 | 61  | 7           |
|                                      | Kuomintang                                             | 5,633,749  | 40.57  | 22 | 3 | 4,723,504  | 33.36  | 13 | 38  | 3           |
|                                      | Partido del Pueblo de Taiwán                           | 264,478    | 1.90   | 0  | 0 | 1,588,806  | 11.22  | 5  | 5   | Nuevo       |
|                                      | Partido del Nuevo Poder                                | 141,952    | 1.02   | 0  | 0 | 1,098,100  | 7.75   | 3  | 3   | 2           |
|                                      | Partido Primero el Pueblo                              | 60,614     | 0.44   | 0  | 0 | 518,921    | 3.66   | 0  | 0   | 3           |
|                                      | Partido de la Construcción del Estado de Taiwán        | 141,503    | 1.02   | 1  | 0 | 447,286    | 3.16   | 0  | 1   | Nuevo       |
|                                      | Partido Verde de Taiwán                                | 38,224     | 0.28   | 0  | 0 | 341,465    | 2.41   | 0  | 0   | Sin cambios |
|                                      | Partido Nuevo                                          | —          | —      | —  | 0 | 147,373    | 1.04   | 0  | 0   | Sin cambios |
|                                      | Alianza del Partido de Acción de Taiwán                | 20,134     | 0.15   | 0  | 0 | 143,617    | 1.01   | 0  | 0   | Nuevo       |
|                                      | Partido de la Fuerza Estabilizadora                    | 26,182     | 0.19   | 0  | 0 | 94,563     | 0.67   | 0  | 0   | Nuevo       |
|                                      | Unión de Solidaridad de Taiwán                         | —          | —      | 0  | 0 | 50,435     | 0.36   | 0  | 0   | Nuevo       |
|                                      | Alianza del Partido del Congreso                       | 81,508     | 0.59   | 0  | 0 | 40,331     | 0.28   | 0  | 0   | Nuevo       |
|                                      | Partido de Promoción de la Unificación China           | 8,790      | 0.06   | 0  | 0 | 32,966     | 0.23   | 0  | 0   | Nuevo       |
|                                      | Unión Interreligiosa                                   | 7,702      | 0.06   | 0  | 0 | 31,117     | 0.22   | 0  | 0   | Nuevo       |
|                                      | Alianza Formosa                                        | 9,207      | 0.07   | 0  | 0 | 29,324     | 0.21   | 0  | 0   | Nuevo       |
|                                      | Partido Laborista                                      | 13,694     | 0.10   | 0  | 0 | 19,941     | 0.14   | 0  | 0   | Nuevo       |
|                                      | Alianza de Acción Unida                                | 14,817     | 0.11   | 0  | 0 | 17,515     | 0.12   | 0  | 0   | Nuevo       |
|                                      | Partido de Renovación de Taiwán                        | 36,871     | 0.27   | 0  | 0 | 11,952     | 0.08   | 0  | 0   | Nuevo       |
|                                      | Partido por el Estado Soberano de Formosa y Pescadores | 5,697      | 0.04   | 0  | 0 | 11,681     | 0.08   | 0  | 0   | Nuevo       |
|                                      | Otros partidos                                         | 34,791     | 0.25   | 0  | 0 | —          | —      | —  | 0   | —           |
|                                      | Independientes                                         | 1,013,347  | 7.30   | 4  | 1 | —          | —      | —  | 5   | 1           |
| Votos inválidos y en blanco          | Votos inválidos y en blanco                            | 244,571    | —      | —  | — | 296,155    | —      | —  | —   | —           |
| Total                                | Total                                                  | 14,129,999 | 100.00 | 73 | 6 | 14,456,293 | 100.00 | 34 | 113 | —           |
| Votantes registrados/participación   | Votantes registrados/participación                     | 18,806,913 | 75.13  | —  | — | 19,312,105 | 74.86  | —  | —   | —           |
| Fuente: Central Electoral Commission |                                                        |            |        |    |   |            |        |    |     |             |